# Асаї Цубаса
Цубаса Асаї (яп. 浅井翼; нар. 8 квітня 1995, префектура Кіото) — японський борець вільного стилю, бронзовий призер чемпіонату Азії.

## Життєпис
Боротьбою почав займатися з 2003 року.
Виступає за борцівський клуб Університету Такусоку, Токіо. Тренер — Сігекі Нісігуті (з 2014).
Закінчив Університет Такусоку.

## Спортивні результати на міжнародних змаганнях

### Виступи на Чемпіонатах Азії
| Змагання                       | Збірна | Вагова категорія          | Місце  |
| ------------------------------ | ------ | ------------------------- | ------ |
| Чемпіонат Азії з боротьби 2017 | Японія | вільна боротьба, до 74 кг | 5      |
| Чемпіонат Азії з боротьби 2018 | Японія | вільна боротьба, до 79 кг | Бронза |

### Виступи на інших змаганнях
| Змагання                         | Збірна | Вагова категорія          | Місце |
| -------------------------------- | ------ | ------------------------- | ----- |
| Гран-прі «Іван Яригін» 2015      | Японія | вільна боротьба, до 74 кг | 24    |
| Гран-прі Іспанії з боротьби 2015 | Японія | вільна боротьба, до 74 кг | 13    |

### Виступи на змаганнях молодших вікових груп
| Змагання                                      | Збірна | Вагова категорія          | Місце |
| --------------------------------------------- | ------ | ------------------------- | ----- |
| Чемпіонат світу з боротьби серед юніорів 2014 | Японія | вільна боротьба, до 74 кг | 26    |
| Чемпіонат світу з боротьби серед кадетів 2011 | Японія | вільна боротьба, до 76 кг | 19    |
| Чемпіонат Азії з боротьби серед кадетів 2012  | Японія | вільна боротьба, до 76 кг | 8     |